# Хроніка короля Мануела
«Хро́ніка короля́ Мануе́ла» (порт. Chronica do Felicissimo Rei Dom Emanuel) — офіційна португальська хроніка, що присвячена правлінню короля Мануела I. Написана у 1558—1566 роках. Опублікована 1566—1567 роках в Лісабоні, Португалія. Автор — португальський гуманіст Даміан де Гойш. Створена на замовлення королівського сина, кардинала Енріке, генерального інквізитора Португалії. Складається з 4 частин: 1 і 2 вийшли 1566 року, 3 і 4 — 1567 року. Написана у нейтральному стилі. Після публікації перших двох томів зазнала гострої критики з боку португальської шляхти і духовенства. Первісний авторський текст 3 і 4 частин сильно змінили державні цензори. Головна праця життя Гойша. Перевидавалася декілька разів у Лісабоні (1619, 1749) та Коїмбрі (1790).

## Назва
- Стара назва: Chronica do Felicissimo Rei Dom Emanuel
- Нова назва: Crónica do Felicissimo Rei D. Manuel
- Хроніка найщасливішого короля Мануела — повна назва.
- Хроніка короля Мануела — коротка назва.

## Видання
- Chronica do Felicissimo Rei Dom Emanuel. composta per Damiam de Goes, Diuidida em quatro partes.... - Em Lisboa : em casa de Francisco Correa, 1566-1567.  [Архівовано 9 лютого 2019 у Wayback Machine.]
- Damião de Goes. Chronica do felicissimo rei Dom Emanuel. Lisboa: A. Alvarez, 1619.
- Damião de Goes. Chronica do felicissimo Rei Dom Emanuel. Lisboa, 1749.
- Damião de Góis. Chronica do Senhor rei D. Emanuel. Coimbra: Na real officina da Universidade, 1790.
- Damião de Góis. Crónica do Felicissimo Rei D. Manuel / anot. e pref. por Joaquim Martins Teixeira de Carvalho e David Lopes. Coimbra : Imp. da Universidade., 1926.  [Архівовано 2 лютого 2019 у Wayback Machine.]
- Damião de Góis. Crónica do Felicíssimo Rei D. Manuel (Acta Universitatis Conimbrigensis). Parte 1-4. Coimbra Por Ordem da Univ. 1949—1955.